# Marie-Yasmine Alidou
Marie-Yasmine Alidou d'Anjou, surnommée Mimi Alidou, née le 28 avril 1995 à Montréal, est une joueuse de soccer internationale canadienne. Elle évolue actuellement au poste de milieue de terrain pour les Thorns de Portland.

## Biographie
Marie-Yasmine Alidou grandit à Saint-Hubert, où elle commence le football. À 17 ans, elle quitte le domicile familial pour rejoindre l'Essex County College dans le New Jersey. À la sortie du lycée, elle s'inscrit à l'université Anderson en Caroline du Sud où elle joue avec les Trojans. Elle rentre finalement au Québec, où elle dispute le championnat universitaire avec l'UQAM.

### En club
En 2017, après avoir disputé les Universiades, elle part en Europe où elle signe à l'Olympique de Marseille. Elle y rejoint une autre Québécoise, la gardienne Geneviève Richard. Après une saison en France, elle s'envole pour la Suède et s'engage au Linköpings FC. Elle joue ensuite pour le SC Huelva en Espagne, puis pour le Klepp IL en Norvège et le Sturm Graz en Autriche.
En 2022, elle débarque au Portugal et signe au FC Famalicão. Elle participe au sacre de son équipe en coupe du Portugal, en inscrivant notamment un but en demi-finale face au géant portugais, le Benfica Lisbonne. Elle inscrit 12 buts lors de sa première saison dans le championnat portugais, ce qui lui vaut d'être recrutée par le Benfica dès l'été 2023, où elle remplace notamment sa compatriote Cloé Lacasse.
Pour sa première saison, elle atteint les quarts de finale de Ligue des champions. Après une saison et demie à Lisbonne, où Alidou s'impose comme une des meilleures buteuses du pays, elle est recrutée par les Portland Thorns en mars 2025.

### En sélection
Alidou est convoquée pour la première fois en équipe du Canada en février 2022. Elle dispute son premier match face à l'Espagne le 23 février 2022. Alors qu'elle fait partie de la présélection pour la coupe du monde 2023, elle ne figure finalement pas dans la liste finale.

## Palmarès
FC Famalicão
- Coupe du Portugal (1) :
  - Vainqueure en 2022-2023

 Benfica Lisbonne
- Supercoupe du Portugal (1) :
  - Vainqueure en 2023